# Pousset
Pour la bière, voir Liste de marques de bières brassées en France#Calvados.
Pour les articles ayant des titres homophones, voir Poucet et Poussay.
Pousset est une section de la commune belge de Remicourt située en Région wallonne dans la province de Liège. Elle est parcourue par la E40 et la LGV 2.
C'était une commune à part entière avant la fusion des communes de 1977.

## Démographie
- Sources:INS, Rem:1831 jusqu'en 1970=recensements, 1976= nombre d'habitants au 31 décembre